# Bryum amentirameum
Bryum amentirameum är en bladmossart som beskrevs av Hugh Neville Dixon 1929. Bryum amentirameum ingår i släktet bryummossor, och familjen Bryaceae. Inga underarter finns listade i Catalogue of Life.